# Minke Booij
Minke Gertine Booij (Zaanstad, 24 januari 1977) is een voormalige Nederlandse hockeyspeelster. Ze speelde 227 interlands (37 doelpunten) voor de Nederlandse vrouwenploeg.
Haar debuut voor de nationale ploeg maakte de verdedigster van Hockeyclub 's-Hertogenbosch op 9 september 1998 in de oefeninterland Nederland-Japan (9-0), vlak na het wereldkampioenschap in Utrecht. Booij speelt naar verluidt "controlerend, vanuit het hart van de defensie".
Met haar club Hockeyclub 's-Hertogenbosch won Booij elf landstitels op rij in de Nederlandse hoofdklasse, waarvan de eerste in het voorjaar van 1998 en de laatste in 2008. HC Den Bosch won negenmaal op rij de Europa Cup I in de periode 2000-2008 waarbij Booij opgesteld was.
Haar broer Menno Booij speelde eveneens voor de Nederlandse hockeyploeg. Minke Booij is winnaar van de op 27 december 2007 uitgezonden de Nationale Nieuwsquiz. Na het behalen van de gouden medaille met het dameselftal op de Olympische Spelen 2008 te Peking nam aanvoerster Booij afscheid van het Nederlands team. Tevens stopte zij bij het eerste elftal van Hockeyclub 's-Hertogenbosch.
In de seizoenen 2008/09 en 2009/10 presenteerde zij het Net5-programma over de Euro Hockey League.
Van maart 2015 tot en met de Europese kampioenschappen in 2017 is ze manager vrouwenvoetbal bij de KNVB geweest.
Sinds 1 september 2017 is ze directeur van Spieren voor Spieren.

## Erelijst
In 2006 door Fédération Internationale de Hockey (FIH) verkozen tot World Hockey Player of the Year.
- EK hockey 1999 te Keulen (Dui)
- Champions Trophy 2000 te Amstelveen
- Olympische Spelen 2000 te Sydney (Aus)
- WK hockey 2002 te Perth (Aus)
- EK hockey 2003 te Barcelona (Spa)
- Olympische Spelen 2004 te Athene (Gri)
- Champions Trophy 2004 te Rosario (Arg)
- EK hockey 2005 te Dublin (Ier)
- Champions Trophy 2005 te Canberra (Aus)
- WK hockey 2006 te Madrid (Spa)
- Champions Trophy 2007 te Quilmes (Arg)
- EK hockey 2007 te Manchester (GBr)
- Olympische Spelen 2008 te Peking (Chn)

## Onderscheidingen
- 2006 – FIH World Player of the Year
- 2006 – Gouden Stick
- 2007 – Gouden Stick